# Финтън МакКарти
Финтън МакКарти (на английски: Fintan McCarthy) е ирландски състезател по академично гребане, състезаващ се в дисциплината двойка скул заедно с Пол О'Донован.
Роден е в Скибърийн, Ирландия. Олимпийски шампион е от Олимпиадата в Токио (2020). Това е първа олимхийска титла за Ейре в гребането. Световен шампион е в Отенсхайм през 2019 г. Европейски шампион е от Варезе през 2021 г.